# حورانية (أسطورة)
الحُوْرانيّة أو السُعْر الحُوْريّ هو اعتقاد الإغريق القدماء أن الأفراد يمكن أن تستحوذ عليهم الحوريات. الأفراد الذين يعتبرون أنفسهم مُحَوْرَنِين يظهرون تفانياً دينياً كبيراً للحوريات. ومن الأمثلة على المحورنين، شخص يسمى أرخيديموس الثيري، الذي بنى ملاذاً للحوريات في كهف فاري شمال شرق أتيكا في اليونان.
الشخص المصاب بالحورانية يسمى مُحَوْرَن.